# Ellis Bell
Ellis Bell – męski pseudonim artystyczny poetki angielskiej Emily Brontë, przybrany dla opublikowania m.in. powieści Wichrowe Wzgórza w 1847 r.